# Yliki-See
Die Yliki (neugriechisch Υλίκη; altgriechisch Ὑλικὴ (λίμνη) Hyliké (límne), beides (f. sg.); lateinisch Hylica, albanisch Likéri) ist ein natürlicher See in Böotien, nördlich von Thiva (dem antiken Theben) und nur wenig östlich des Kopaïs-Sees, von diesem durch die Ausläufer des Ptoon mit dem Berg Messapio (Μεσσάπιο όρος oder Κτυπάς Ktypás) getrennt. Er hat eine Ausdehnung von 19,1 km², seine Ufer sind sehr steil, und seit 1958 ist er Teil der Athener Wasserversorgung. Gespeist wird der See unter anderem aus den Wassern der Kopaïs. Mit deren Trockenlegung Ende des 19. Jahrhunderts stieg der Wasserstand der Yliki um 35 Meter.

## Geschichte
Im Altertum wurde der See als Hylike bezeichnet, nach der Stadt Hyle (Ύλη), die an seinen Ufern stand. Die Wasser des Sees flossen in die benachbarten Seen Trefia (Τρεφία) und Oungria (Ουγγρία), den heutigen Paralimni-See. In der Nähe des Sees stand ein großer Tempel des Gottes Apollon, der hier den Beinamen Ptoos (Πτώος) nach dem benachbarten Berg trug.

## Anbindung an die Wasserversorgung von Athen
Im Jahr 1959 begann man, das Wasser des Sees in den Marathon-See abzuleiten, so dass die Wasserversorgung von Athen, die durch das explosionsartige Wachstum unzureichend geworden war, sichergestellt werden konnte. Nachdem die Grundversorgung gesichert war, wird seit 1981 das überschüssige Wasser in den Mornos-Stausee (Μόρνος) geleitet. Die Einleitung des Wassers aus der Yliki in den Marathon-Stausee erfolgt über Rohrsysteme, die durch ein Pumpwerk bei Mouriki (Μουρίκι-Βίλιζα) mit dem Stausee verbunden sind.

## Gemeinden im Umkreis des Sees
- Aliartos
- Akrefnio
- Vagia
- Thiva
- Kokkino
- Mavrommati
- Mouriki
- Ypato